# Newark (Califórnia)
Newark é uma cidade localizada no estado norte-americano da Califórnia, no Condado de Alameda. Foi incorporada como cidade em 22 de setembro de 1955.

## Geografia
De acordo com o United States Census Bureau, a cidade tem uma área de 36,1 km², onde 36,1 km² estão cobertos por terra e 0,06 km² por água. Newark é totalmente rodeada pela cidade de Fremont.

## Demografia
Segundo o censo nacional de 2020, a sua população é de 47 529 habitantes e sua densidade populacional é de 1 318,42 hab/km². Possui 14 946 residências, que resulta em uma densidade de 414,59 residências/km².